# Pilrito-falcinelo

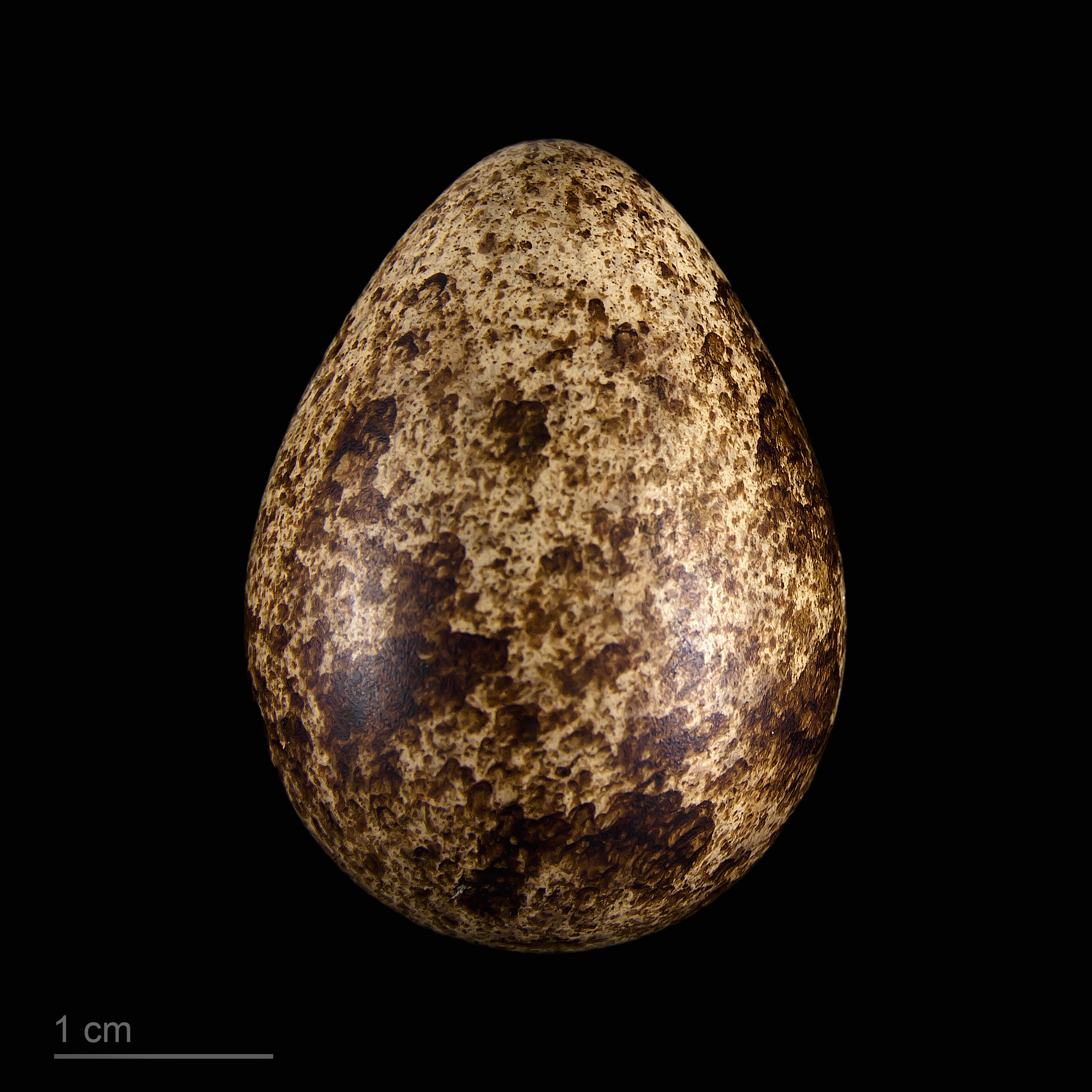
Calidris falcinellus falcinellus - MHNT

O pilrito-falcinelo ou pilrito-de-bico-grosso (Calidris falcinellus) é uma ave limícola da família Scolopacidae. É bastante parecido com o pilrito-comum, distinguindo-se deste pelas patas mais curtas, pelo padrão da cabeça e pelo modo de alimentação, com movimentos mais lentos.
Este pilrito nidifica no norte da Europa, nomeadamente na Noruega, na Suécia, na Finlândia, na Rússia europeia e em certas zonas da Sibéria. Migra para sueste e inverna principalmente nas costas do oceano Índico, sendo bastante raro na Europa ocidental.